# Parafia św. Franciszka i św. Leonarda w Dusznikach-Zdroju
Parafia św. Franciszka i św. Leonarda w Dusznikach-Zdroju – rzymskokatolicka parafia położona w Dusznikach-Zdroju, należąca do dekanatu Kudowa-Zdrój w diecezji świdnickiej.

## Historia
Parafia św. Franciszka z Asyżu i św. Leonarda została erygowana w 1972 roku, księgi metrykalne od 1964. Do parafii należy kościół pomocniczy Najświętszego Serca Pana Jezusa w Dusznikach Zdroju oraz kościoły filialne: w Lasówce pw. św. Antoniego z Padwy, w Mostowicach pw. Narodzenia NMP oraz Kościół św. Anny w Zieleńcu. W Podgórzu znajduje się też kaplica pw. Podwyższenia Krzyża św.
Parafia obejmuje swym zasięgiem ulice: Cichą, Chopina, Górska, Graniczna, Klubowa, Orzechowa (nr 32), Podgórska, Wojska Polskiego (nry 9−51), Zdrojowa (nry 20−44) i Zielona. Na obszarze parafii leżą miejscowości: Graniczna, Lasówka, Mostowice, Podgórze i Zieleniec. W Zieleńcu parafia posiada cmentarz.
Proboszczem jest o.  Mieczysław Lenard OFM. Parafia liczy 849 parafian (2012).

## Kościoły filialne parafii

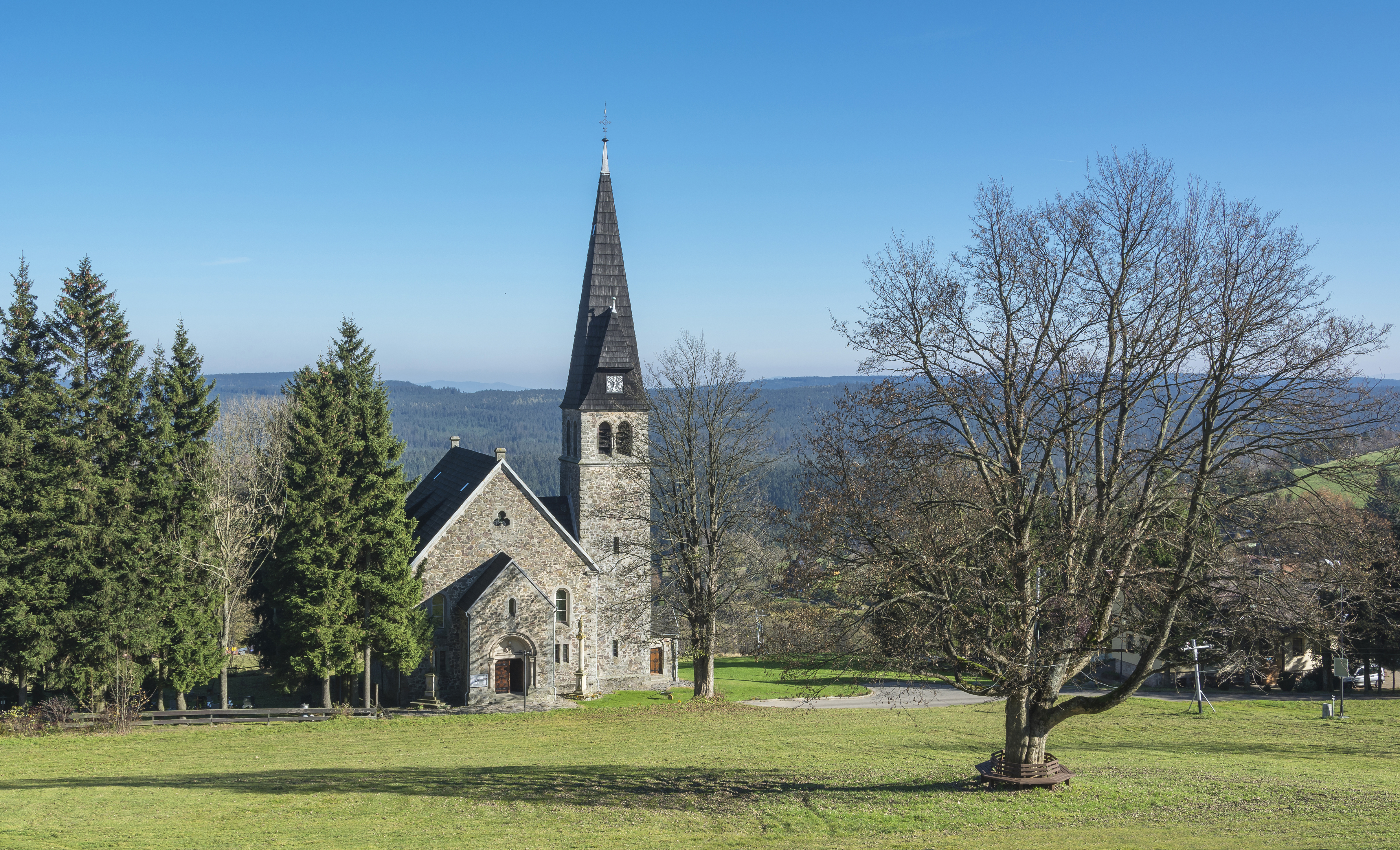
Kościół św. Anny w Zieleńcu
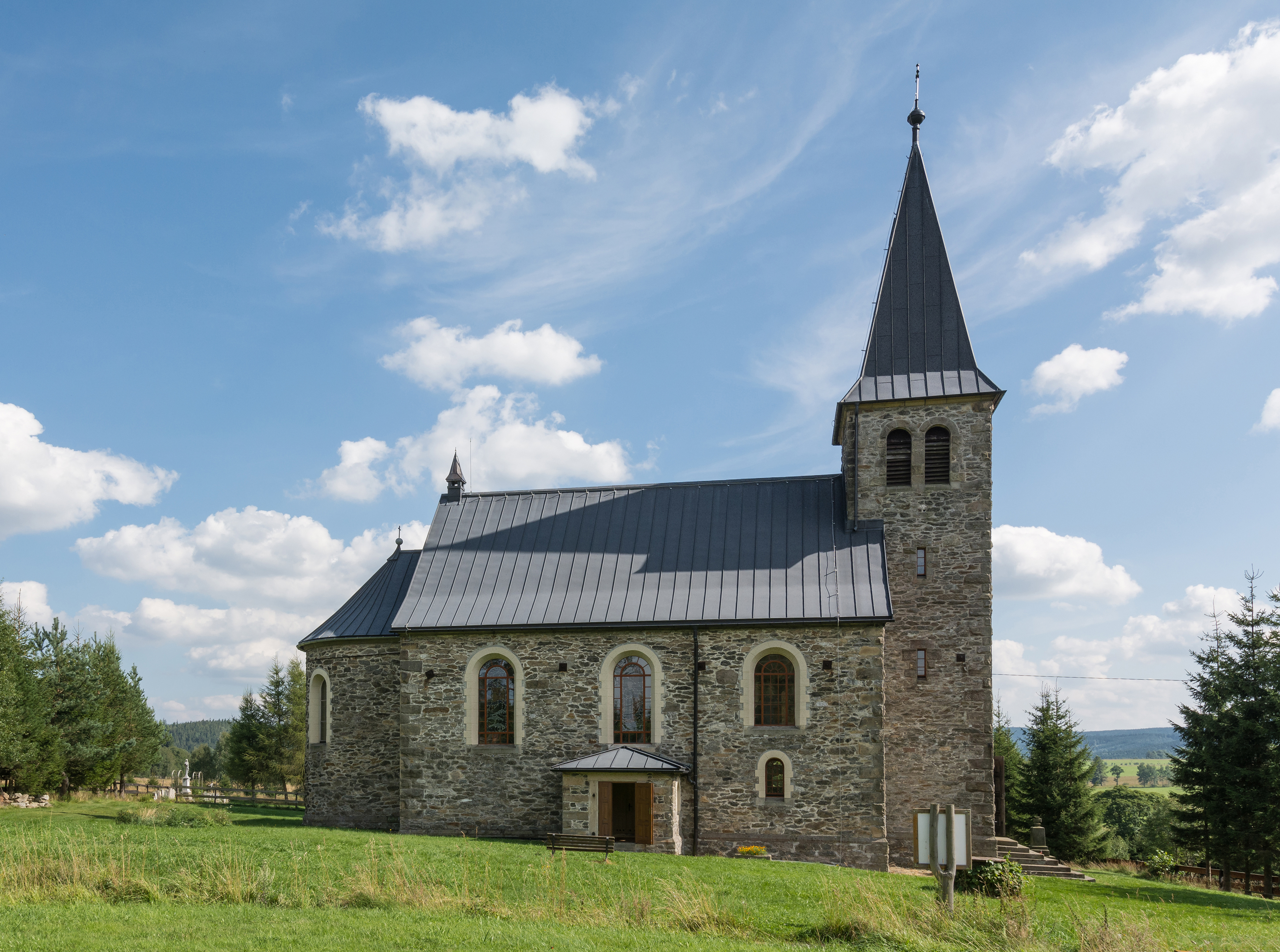
Kościół św. Antoniego w Lasówce
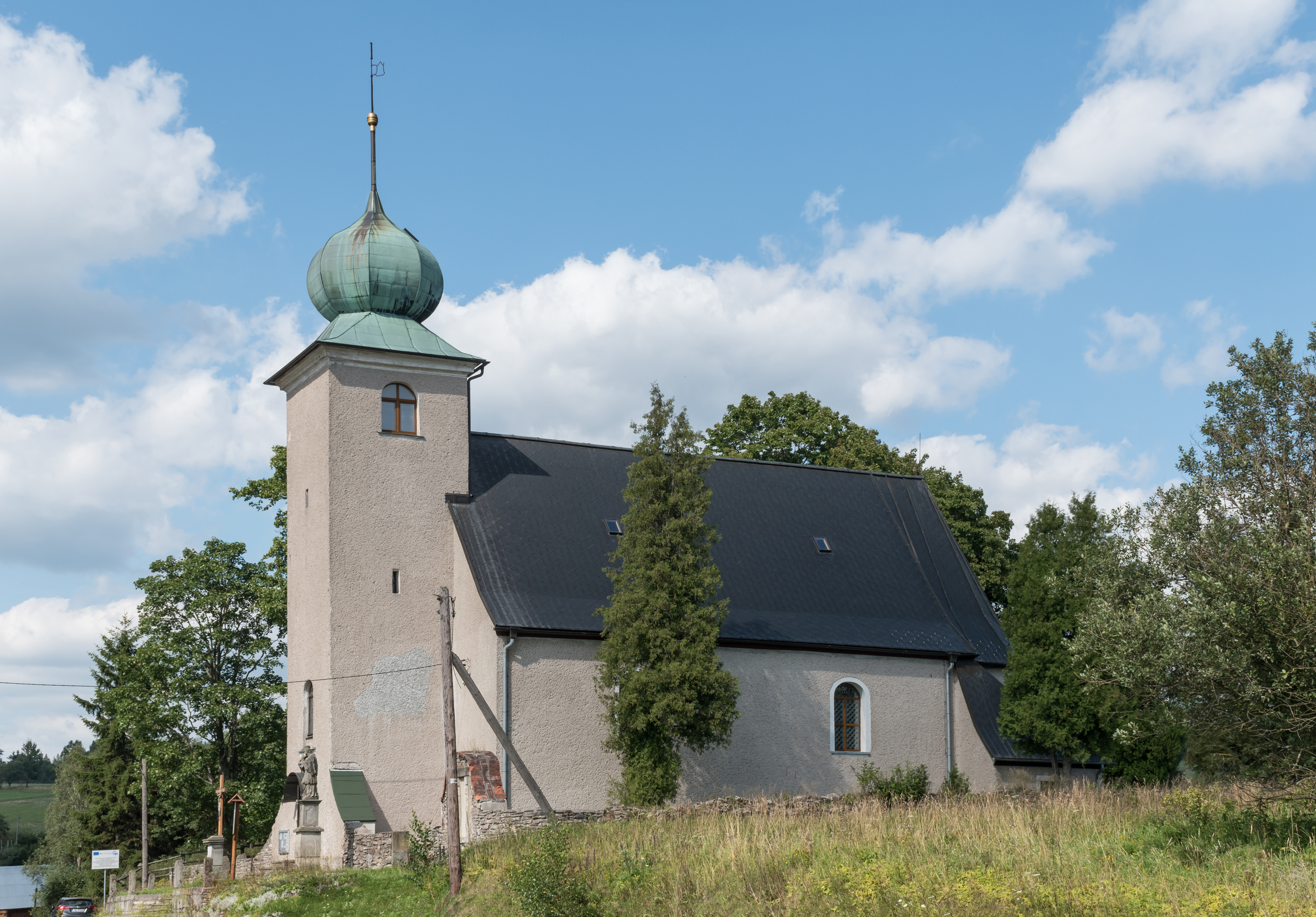
Kościół Narodzenia NMP w Mostowicach